# Filder (Landschaftsschutzgebiet)
Filder ist ein Landschaftsschutzgebiet (Schutzgebietsnummer 1.16.087) im Landkreis Esslingen. 

## Lage und Beschreibung
Das Schutzgebiet besteht aus neun Teilgebieten rund um die einzelnen Stadtteile von Filderstadt und östlich des Stadtteils Stetten von Leinfelden-Echterdingen. Es gehört zum Naturraum 106-Filder innerhalb der naturräumlichen Haupteinheit 10-Schwäbisches Keuper-Lias-Land.

## Schutzzweck
Wesentlicher Schutzzweck ist laut Schutzgebietsverordnung die Erhaltung landschaftsprägender Wiesen und Obstbaumwiesen an der Schönbuch- und Filderrandstufe sowie der Bereiche am Ortsrand mit den erhalten gebliebenen ökologisch wertvollen Strukturen wie Obstbaumwiesen und Bachläufen mit ihrer ökologischen Bedeutung für die Biotopvernetzung.
Östlich von Filderstadt-Sielmingen sind auch ausgedehnte Ackerbauflächen mit ihrer Funktion als Naherholungsfläche und zur Erhaltung notwendiger Freiräume im Verdichtungsraum Filder in das Landschaftsschutzgebiet einbezogen worden. Durch die Unterschutzstellung soll im Übrigen der kulturhistorisch und historisch bedeutsame Übergang von der Bebauung über den Streuobstwiesenbereich zur Ackerfläche erhalten werden.
Das Landschaftsschutzgebiet wird geprägt von unterschiedlichsten Biotopen und einer hohen Strukturvielfalt, aufgrund derer auch zahlreiche z. T. vom Aussterben bedrohte Tier- und Pflanzenarten anzutreffen sind. Die Erhaltung dieser Bereiche als Lebensraum für Pflanzen und Tiere, als Erholungsraum für den Menschen und als Bereiche mit klimatischer Ausgleichsfunktion ist von allgemeinem Interesse und soll durch die Unterschutzstellung gesichert werden.
Ein weiteres wesentliches Ziel der Unterschutzstellung ist die Verhinderung des Fortschreitens der Bebauung mit Kleinbauten und Einfriedigungen. Nicht zu unterschätzen ist die landschaftsästhetische Funktion, die Erhaltung notwendiger Freiräume im Verdichtungsraum.